# Wangen (Schwyz)
Wangen – miejscowość i gmina w Szwajcarii, w kantonie Schwyz, w okręgu March. Leży nad Jeziorem Zuryskim. 

## Demografia
W Wangen mieszka 5 385 osób. W 2021 roku 16,5% populacji gminy stanowiły osoby urodzone poza Szwajcarią. 

## Transport
Przez teren gminy przebiegają autostrada A3 oraz droga główna nr 390.
Na terenie gminy znajduje się lotnisko Wangen-Lachen (LSPV).